# پالما دل ریو
پالما دل ریو (به اسپانیایی: Palma del Río) یک منطقهٔ مسکونی در اسپانیا است که در استان کوردوبا (اسپانیا) واقع شده‌است. پالما دل ریو ۲۰۰ کیلومتر مربع مساحت دارد ۵۵ متر بالاتر از سطح دریا واقع شده‌است.